# Poradnik matrymonialny
Poradnik matrymonialny – polska komedia z 1967 roku.

## Główne role
- Alina Janowska – redaktor Roksana
- Andrzej Łapicki – doktor Bogumił, mąż Roksany
- Irena Karel – pielęgniarka Krystyna
- Małgorzata Włodarska – sąsiadka
- Jadwiga Andrzejewska – dozorczyni Stysiowa
- Janina Jabłonowska – pracownica administracji
- Barbara Ludwiżanka – matka Roksany
- Helena Wilczyńska – pielęgniarka
- Ludwik Benoit – barman
- Mieczysław Czechowicz – tajemniczy pan z parasolem
- Roman Kłosowski – mężczyzna z różą pijący wódkę z Bogumiłem
- Bogumił Kobiela – kierownik biura matrymonialnego
- Leon Niemczyk – barman
- Wojciech Siemion – milicjant

## Fabuła
Po kolejnej sprzeczce z żoną dr Bogumił trafia do szpitala z rozbitą głową. Opatruje go zakochana w nim pielęgniarka Krystyna. By zapomnieć o problemach małżeńskich, Bogumił nawiązuje romans z nią. W końcu wyprowadza się z domu, ale tęskni za Roksaną. Wkrótce spotyka się z nią przypadkowo i spędza z nią noc. W końcu wraca do domu, ale zaczyna flirtować z sąsiadką. Żona toleruje to. Bogumił coraz bardziej zaczyna gubić się w swoich uczuciach, wreszcie zaczyna unikać kobiet i ucieka w świat wyobraźni.